# 腰掛神社
腰掛神社（こしかけじんじゃ）は神奈川県茅ヶ崎市芹沢にある神社。日本武尊が御東征の際に腰掛けたと伝わる石がある。茅ヶ崎市の神社では最も北に位置している。

## 由緒
日本武尊ゆかりの神社。社名は日本武尊が御東征の際に、この地で石に腰掛けて、大山を眺めて休憩したという伝説に由来している。またそこに住む村人が日本武尊を偲び、その石を御神体として社を建てたのが腰掛神社の始まりと伝えられる。本殿脇には、そのときの石と伝えられる大きな石（腰掛玉石）が祀られている。境内には本殿や拝殿のほか、神仏習合の名残で鐘楼がある。時期については不明であるが、震災で本殿と拝殿は一度壊れた。拝殿は震災後に修復され、現存の本殿は大正7年（1918年）に修復したものである。寛政元年（1799年）11月に社殿は再建される。明治6年（1873年）、社格は村社となった。社地の森林は市指定の天然記念物となっている。

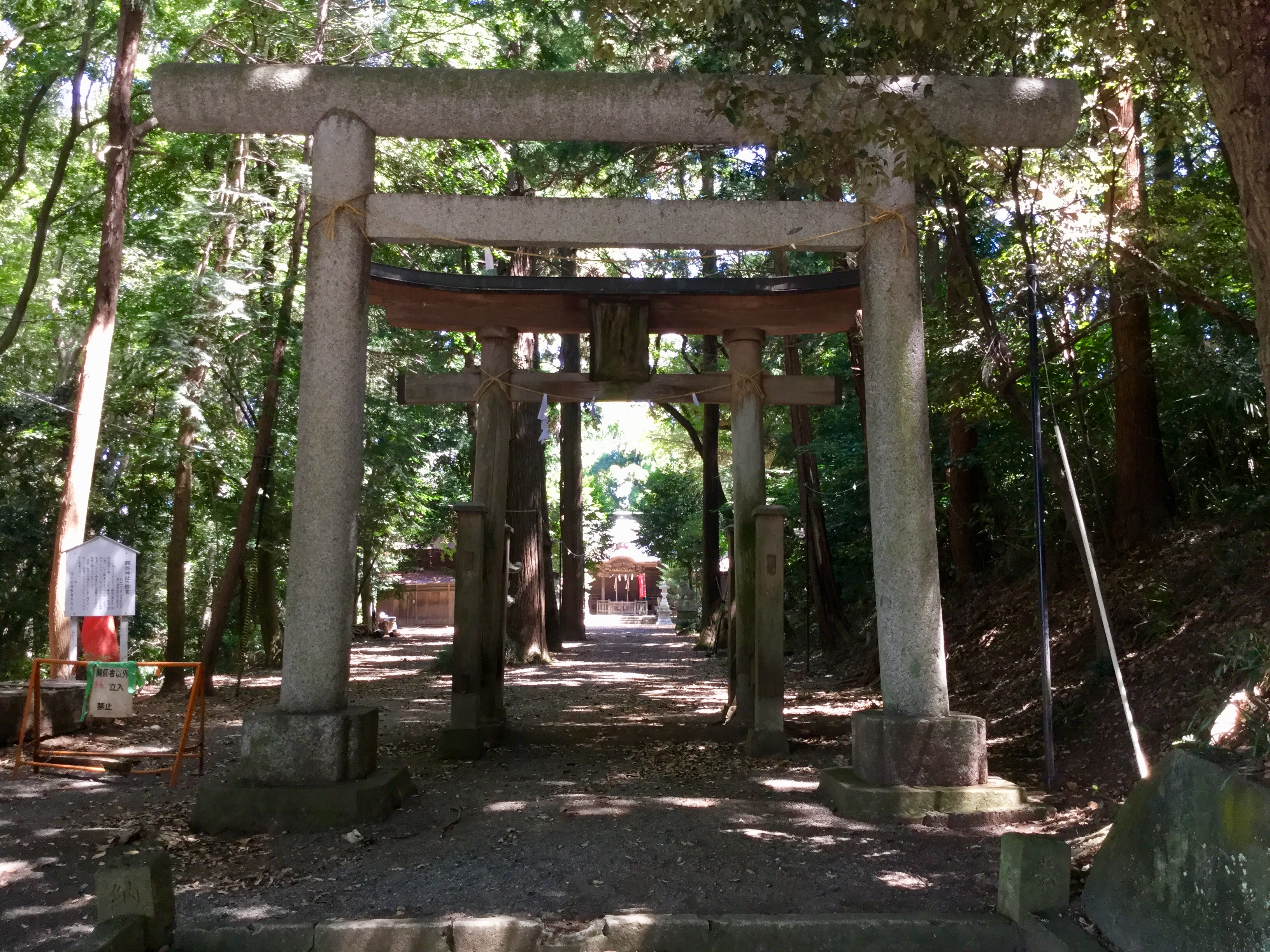
境内
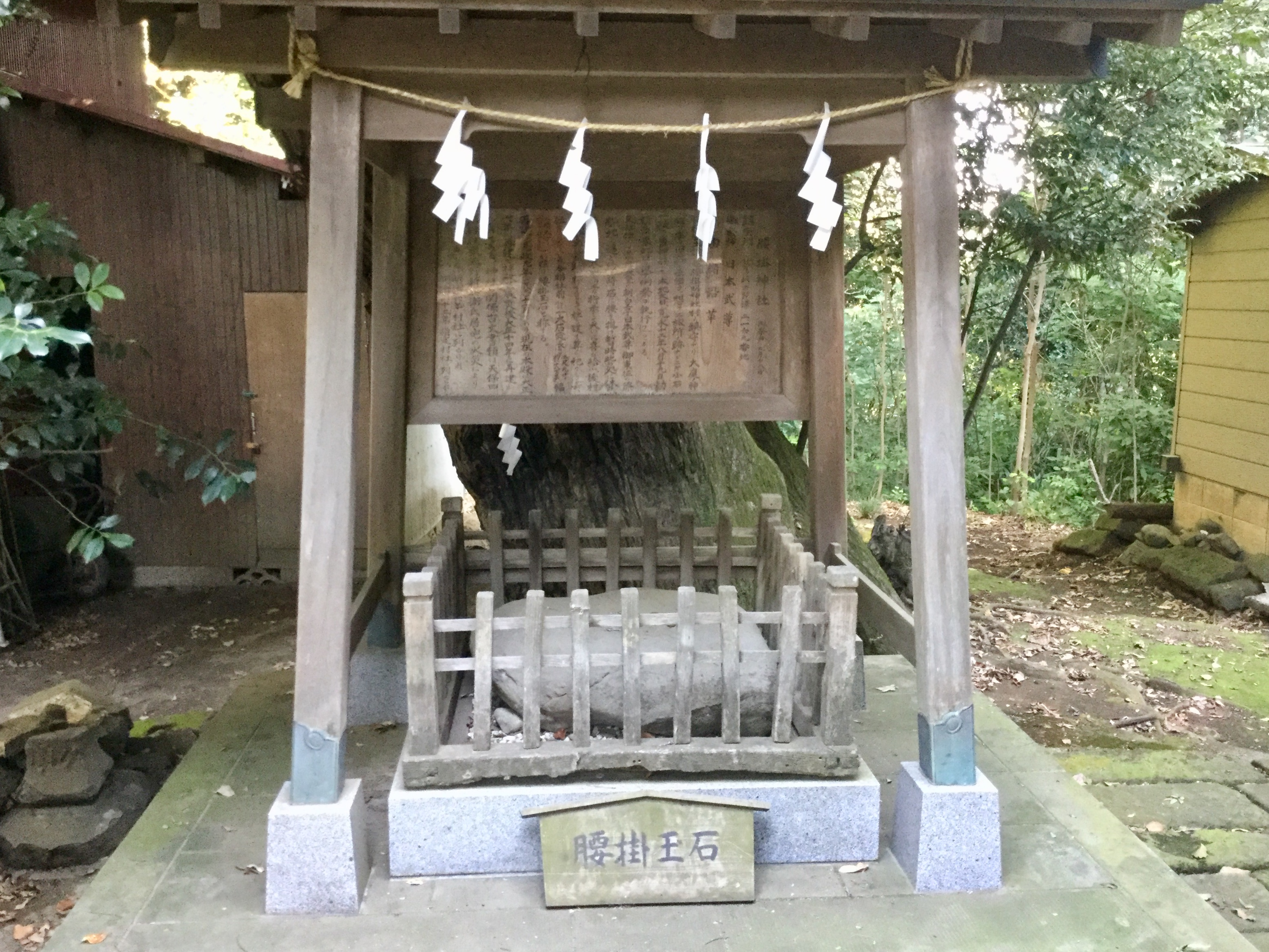
腰掛玉石

## 祭神
- 腰掛大明神
  - 日本武尊
  - 大日霊貴命
  - 金山彦命
  - 白山彦命
  - 宇迦之御魂命

## 祭事
- 歳旦祭[2] 1月1日
- 交通安全祈願祭[2] 1月3日
- 建国祭[2] 2月11日
- 浜降祭[2] 7月海の日
- 秋季例大祭[2] 9月18日
- 七五三行事[2] 10月日曜日
- 勤労感謝祭[2] 11月23日
- 除夜祭[2] 12月31日

## 交通
- 湘南台駅：西口から、桐ヶ谷・大辻経由｢文教大学｣行きバス、「芹沢入口」下車。(徒歩：約10分)
- 茅ケ崎駅：北口から、甘沼経由｢文教大学｣行きバス、｢芹沢入口｣下車。(徒歩：約10分)。
- 香川駅：西口から、コミュニティバス「えぼし号」を利用し｢里山公園｣下車。(徒歩：約5分)

## 周辺
- 小出川
- 神奈川県立茅ケ崎里山公園
- 慶應義塾大学湘南藤沢キャンパス

## 関連文献
- 「大庭庄 芹澤村 腰掛明神社」『大日本地誌大系』 第38巻新編相模国風土記稿3巻之61村里部高座郡巻之3、雄山閣、1932年8月。NDLJP:1179219/152。